# Нарва, Май
Май Нарва (эст. Mai Narva, род. 22 октября 1999, Таллин) — эстонская шахматистка, международный мастер среди женщин (2014), международный гроссмейстер среди женщин (2021), международный мастер (2022).

## Биография
Родилась в семье шахматистов. Внучка эстонских шахматистов Бориса Рытова и Мэрике Рытовой, дочь шахматного мастера ФИДЕ Яана Нарва и чемпионки Эстонии по шахматам Регины Нарва.
Четыре раза побеждала на чемпионатах Эстонии по шахматам среди женщин: 2014, 2016 (после дополнительного турнира), 2017 2020. Завоевывала также серебро на женском чемпионате Эстонии по шахматам в 2013 году и делила второе место на открытом чемпионате Эстонии по шахматам в 2015 году. В 2014 году в Батуми победила в чемпионате Европы среди девушек в возрастной группе U16. В 2015 году в Карпаче в составе команды девушек Эстонии стала победительницей в командном первенстве Европы в возрастной группе U18. Представляла Эстонию на шахматных олимпиадах (2014, 2016). В 2023 году заняла второе место на чемпионате Эстонии по шахматам среди женщин. В 2024 году заняла второе место на чемпионате Эстонии по шахматам среди мужчин.
Закончила Гимназию Густава Адольфа. Она является членом шахматной команды Университета Мэриленда, округ Балтимор (UMBC).

## Изменения рейтинга
| Графики недоступны из-за технических проблем. См. информацию на Фабрикаторе и на mediawiki.org. |